# ویلیام کارلوس ویلیامز
ویلیام کارلوس ویلیامز (به انگلیسی: William Carlos Williams) (زاده ۱۷ سپتامبر ۱۸۸۳ - درگذشته ۴ مارس ۱۹۶۳) شاعر آمریکایی سبک نوگرایی و تصویرگرایی بود. وی همچنین داری مدرک پزشکی عمومی و اطفال از دانشکده پزشکی دانشگاه پنسیلوانیا بود. شعر ویلیامز بیان‌گر احساسات، گفتار و اوزان آمریکایی است.